# Bảo Liêm
Bảo Liêm (sinh ngày 12 tháng 7 năm 1956) là một nghệ sĩ hài người Mỹ gốc Việt. Ông là bạn diễn ăn ý với danh hài Vân Sơn.

## Thân thế và sự nghiệp
Năm 1975, Bảo Liêm khởi đầu là một diễn viên múa, sau đó ông thành lập nhóm hài Mập Ốm. Năm 1990, ông định cư tại Hoa Kỳ, bắt đầu lại sự nghiệp là một MC đám cưới, sau đó ông gặp được Vân Sơn và cùng với Vân Sơn lập nhóm hài Vân Sơn – Bảo Liêm đi diễn cho các trung tâm băng nhạc ở hải ngoại. Năm 1994, Vân Sơn thành lập Trung tâm Vân Sơn (Van Son Entertainment). Ông có hợp tác với Trung tâm Vân Sơn ở cuốn đầu tiên với chủ đề Tiếng cười Cali. Sau đó ông đã tách ra khỏi trung tâm Vân Sơn và đi trên con đường nghệ thuật riêng của mình. Ông đã từng thành lập trung tâm riêng có tên Bao Liem Production nhưng không thành công. 
Năm 1999, sau khi Hoài Linh trở về Việt Nam, Bảo Liêm được mời trở lại hợp tác với trung tâm Vân Sơn bắt đầu từ cuốn số 12. Cặp đôi Vân Sơn-Bảo Liêm đã cùng xuất hiện trong 30 cuốn do Trung tâm Vân Sơn sản xuất. 
Năm 2008, Bảo Liêm lại tách ra khỏi trung tâm Vân Sơn lần nữa sau khi phát hành cuốn số 41, sau đó ông cùng với vợ là ca sĩ/diễn viên Bảo Vy đi diễn vòng quanh nước Mỹ.
Năm 2016, Bảo Liêm về Việt Nam tham gia bộ phim điện ảnh Cao Thủ Ẩn Danh.
Em trai của ông là diễn viên hài Bảo Trí.

## Các tiết mục biểu diễn trên sân khấu hải ngoại

### Trung tâm Biển
| STT | Tiết mục                 | Thể hiện với | Chương trình          | Năm  |
| --- | ------------------------ | ------------ | --------------------- | ---- |
| 1   | Romeo và Juliet Tân Thời | Vân Sơn      | 5 Vua Hề Cali Hội Ngộ | 1993 |

### Trung tâm Trường Thanh
| STT | Tiết mục | Thể hiện với | Chương trình   | Năm  |
| --- | -------- | ------------ | -------------- | ---- |
| 1   | Kịch vui | Vân Sơn      | Trường Thanh 1 | 1993 |

### Trung tâm Mây
| STT | Tiết mục                    | Thể hiện với | Chương trình       | Năm  |
| --- | --------------------------- | ------------ | ------------------ | ---- |
| 1   | Tấu hài Liên khúc chiều mưa | Vân Sơn      | Hollywood Night 7  | 1993 |
| 2   | Tấu hài                     | Minh Thành   | Hollywood Night 13 | 1996 |
| 3   | Hài kịch                    | Uyên Chi     | Hollywood Night 15 | 1997 |
| 4   | Hài kịch                    | Uyên Chi     | Hollywood Night 17 | 1998 |
| 5   | Hài kịch Nụ cười Titanic    | Uyên Chi     | Hollywood Night 20 | 1999 |

### Trung tâm Asia
| STT | Tiết mục | Thể hiện với            | Chương trình | Năm  |
| --- | -------- | ----------------------- | ------------ | ---- |
| 1   | Tấu hài  | Vân Sơn                 | Asia 2       | 1993 |
| 2   | Tấu hài  | Vân Sơn                 | Asia 3       | 1993 |
| 3   | Tấu hài  | Vân Sơn                 | Asia 4       | 1994 |
| 4   | Tấu hài  | Vân Sơn                 | Asia 5       | 1994 |
| 5   | Hài kịch | Văn Chung, Mai Lệ Huyền | Asia 8       | 1995 |

### Trung tâm Vân Sơn
| STT | Tiết mục                           | Thể hiện với                                                                   | Chương trình | Năm  |
| --- | ---------------------------------- | ------------------------------------------------------------------------------ | ------------ | ---- |
| 1   | Kiss Me                            | Vân Sơn, Ngọc Anh                                                              | Vân Sơn 1    | 1994 |
| 2   | Hai Giấc Mơ                        | Vân Sơn, Diễm Lệ, Phương Nga                                                   | Vân Sơn 1    | 1994 |
| 3   | Khúc Hát Quê Hương                 | Mỹ Huyền                                                                       | Vân Sơn 1    | 1994 |
| 4   | Tắm Biển                           | Vân Sơn                                                                        | Vân Sơn 1    | 1994 |
| 5   | Tấu Hài                            | Vân Sơn                                                                        | Vân Sơn 1    | 1994 |
| 6   | Chuyện Sui Gia                     | Vân Sơn                                                                        | Vân Sơn 12   | 1999 |
| 7   | Lột Mặt Nạ                         | Vân Sơn, Quang Minh, Hồng Đào, Uyên Chi                                        | Vân Sơn 12   | 1999 |
| 8   | Sơn Tinh Thủy Tinh                 | Vân Sơn, Văn Chung, Linh Tuấn                                                  | Vân Sơn 14   | 1999 |
| 9   | Ba Chàng Độc Thân                  | Vân Sơn, Chí Tài                                                               | Vân Sơn 15   | 2000 |
| 10  | Xe Hơi Thế Kỷ                      | Vân Sơn                                                                        | Vân Sơn 15   | 2000 |
| 11  | Gọi Gấp                            | Vân Sơn                                                                        | Vân Sơn 16   | 2000 |
| 12  | Tiền Là Gì                         | Vân Sơn                                                                        | Vân Sơn 16   | 2000 |
| 13  | Trúng Mánh                         | Vân Sơn, Chí Tài                                                               | Vân Sơn 17   | 2000 |
| 14  | Cô Tấm Ngày Nay                    | Vân Sơn, Giáng Ngọc, Ngọc Diễm                                                 | Vân Sơn 18   | 2000 |
| 15  | Hoa Mộc Lan                        | Vân Sơn, Quang Minh, Hồng Đào, Giáng Ngọc, Ngọc Diễm, Văn Chung, Mỹ Trinh      | Vân Sơn 18   | 2000 |
| 16  | Ca nhạc hài: Nồi Nào Vung Nấy      | Vân Sơn, Giáng Ngọc                                                            | Vân Sơn 19   | 2001 |
| 17  | Tấu hài                            | Vân Sơn                                                                        | Vân Sơn 19   | 2001 |
| 18  | Ca hài kịch: Thằng Bờm             | Vân Sơn, Quang Minh, Hồng Đào, Văn Chung, Bích Tuyền, Nghĩa Sứa                | Vân Sơn 19   | 2001 |
| 19  | Hài dài: Những nẻo đường miền Tây  | Vân Sơn, Việt Thảo                                                             | Vân Sơn 20   | 2001 |
| 20  | Nhạc: Điệu Hò Phu Thê              | solo                                                                           | Vân Sơn 20   | 2001 |
| 21  | Mượn Vợ                            | Vân Sơn, Quang Minh, Hồng Đào                                                  | Vân Sơn 20   | 2001 |
| 22  | Nhạc: Rock Nụ cười                 | Vân Sơn, Việt Thảo, Quang Minh, Hồng Đào                                       | Vân Sơn 21   | 2002 |
| 23  | Nhạc: Liên khúc Nghèo              | Vân Sơn, Trường Vũ                                                             | Vân Sơn 21   | 2002 |
| 24  | Nhạc: Em Cô Gái Việt Nam           | Vân Sơn, Trường Vũ, Minh Trí, Quang Minh, Nguyễn Thắng                         | Vân Sơn 21   | 2002 |
| 25  | Phim điện ảnh: Vật đổi sao dời     | Vân Sơn, Thanh Trúc, Hồng Đào, Quang Minh, Bé Mập, Văn Chung, Anh Thư, Mạc Can | Vân Sơn 22   | 2002 |
| 26  | Tứ Hành Xung                       | Vân Sơn, Quang Minh, Hồng Đào                                                  | Vân Sơn 22   | 2002 |
| 27  | Hài dài: Vượt biên giới            | Vân Sơn, Việt Thảo                                                             | Vân Sơn 23   | 2002 |
| 28  | Căn Bệnh Thế Kỷ                    | Vân Sơn, Quang Minh, Hồng Đào                                                  | Vân Sơn 23   | 2002 |
| 29  | Nhạc: Kén Vợ                       | solo                                                                           | Vân Sơn 23   | 2002 |
| 30  | Vũ đoàn dân tộc hoàng gia Thái Lan | Vân Sơn, Việt Thảo, Quang Minh, Hồng Đào                                       | Vân Sơn 24   | 2003 |
| 31  | Tấu hài                            | Vân Sơn                                                                        | Vân Sơn 24   | 2003 |
| 32  | Lấy Chồng Xứ Lạ                    | Vân Sơn                                                                        | Vân Sơn 25   | 2003 |
| 33  | Nắng Lạ (phần 1)                   | Vân Sơn, Hồng Đào, Lê Huỳnh, Charlie, Vicky                                    | Vân Sơn 26   | 2004 |
| 34  | Nắng Lạ (phần 2)                   | Vân Sơn, Hồng Đào, Lê Huỳnh, Minh Trí, Việt Thi                                | Vân Sơn 26   | 2004 |
| 35  | Nắng Lạ (phần 3)                   | Vân Sơn, Hồng Đào, Lê Huỳnh, Minh Trí, Việt Thi                                | Vân Sơn 26   | 2004 |
| 36  | Phước Lộc Thọ                      | Vân Sơn, Quang Minh                                                            | Vân Sơn 27   | 2004 |
| 37  | Ca nhạc hài: Vợ Ơi Là Vợ           | Vân Sơn, Lê Huỳnh                                                              | Vân Sơn 27   | 2004 |
| 38  | Ách Giữa Đàng                      | Vân Sơn, Quang Minh, Hồng Đào, Việt Thi                                        | Vân Sơn 27   | 2004 |
| 39  | Ca nhạc hài: Chồng Ơi Là Chồng     | Vân Sơn, Lê Huỳnh                                                              | Vân Sơn 28   | 2004 |
| 40  | Star Search                        | Vân Sơn                                                                        | Vân Sơn 28   | 2004 |
| 41  | Ngày Họp Mặt                       | Vân Sơn, Lê Huỳnh                                                              | Vân Sơn 29   | 2005 |
| 42  | Người Bạn Tốt                      | Vân Sơn, Quang Minh, Hồng Đào, Diễm Liên                                       | Vân Sơn 29   | 2005 |
| 43  | Phước Lộc Thọ 2                    | Vân Sơn, Quang Minh                                                            | Vân Sơn 30   | 2005 |
| 44  | Nhạc cảnh: Đại Náo Hà Tiên         | Vân Sơn, Hồng Đào                                                              | Vân Sơn 30   | 2005 |
| 45  | Ca nhạc hài: Nhất Vợ Nhì Trời      | Vân Sơn, Lê Huỳnh                                                              | Vân Sơn 30   | 2005 |
| 46  | Ca nhạc hài: Ba Chàng Tị Nạn       | Vân Sơn, Lê Huỳnh                                                              | Vân Sơn 31   | 2005 |
| 47  | Hai Lá Thư                         | Vân Sơn, Quang Minh, Hồng Đào                                                  | Vân Sơn 31   | 2005 |
| 48  | Nhạc cảnh hài: Lộc đỉnh ký         | Vân Sơn, Bé Tí, Jonathan Phan                                                  | Vân Sơn 32   | 2005 |
| 49  | Người Chồng Bất Đắc Dĩ             | Vân Sơn, Hồng Đào, Trường Vũ                                                   | Vân Sơn 32   | 2005 |
| 50  | Máu Nhuộm Bãi Thượng Hải           | Vân Sơn                                                                        | Vân Sơn 33   | 2006 |
| 51  | Hai Đất - Ba Ruộng                 | Vân Sơn, Giáng Ngọc                                                            | Vân Sơn 34   | 2006 |
| 52  | Song tấu                           | Vân Sơn, Việt Thảo                                                             | Vân Sơn 35   | 2006 |
| 53  | Học Tài Thi Phận                   | Vân Sơn, Việt Hương                                                            | Vân Sơn 36   | 2007 |
| 54  | Ước Gì                             | Vân Sơn                                                                        | Vân Sơn 36   | 2007 |
| 55  | Hài dài: Đạo Nghĩa Giang Hồ        | Vân Sơn, Việt Thảo, Kim Tiến                                                   | Vân Sơn 37   | 2007 |
| 56  | Song tấu                           | Vân Sơn                                                                        | Vân Sơn 38   | 2007 |
| 57  | Bạn Già                            | Vân Sơn                                                                        | Vân Sơn 39   | 2007 |
| 58  | Một Duyên Hai Nợ Ba Tình           | Vân Sơn, Bảo Vy                                                                | Vân Sơn 40   | 2008 |
| 59  | Những Chuyện Tình Bất Tử           | Vân Sơn                                                                        | Vân Sơn 40   | 2008 |
| 60  | Bên Cầu Dệt Lụa                    | Vân Sơn                                                                        | Vân Sơn 41   | 2008 |

### Trung tâm Bảo Liêm
- Bảo Liêm CD 1 - Câu Chuyện Đời Tôi (1995)
- Bảo Liêm CD 2 - Bảo Liêm Đi Nhậu (1996), với Mai Lệ Huyền, Uyên Chi, Thảo Suơng
- Bảo Liêm CD 3 - Bảo Liêm Ca... Vọng Cổ (1996), với Hoài Linh (nghệ sĩ cải lương)
- Bảo Liêm Video - Bảo Liêm Tái Xuất Giang Hồ (1995)
- Bảo Liêm Video - Đại Hội Các Danh Hài Hải Ngoại (1996)
- Bảo Liêm Video - Hài Kịch Một Hay Hai (1998)